# إلفيس ماسيدو بابانكو
إلفيس ماسيدو بابانكو (بالبرتغالية: Elvis Manuel Monteiro Macedo‏) (مواليد 27 يوليو 1985 في برايا) لاعب كرة قدم من الرأس الأخضر يجيد اللعب في خط الوسط ويلعب حاليا في بوافيستا من الرأس الأخضر و منتخب الرأس الأخضر .
تم استدعائه للمرة الأولى لمواجهة مالطا وأنغولا في أغسطس 2009 كما شارك في المباراة الدولية ضد البرتغال في مايو 2010 والتي انتهت بالتعادل السلبي بدون أهداف .

## روابط خارجية
- إلفيس ماسيدو بابانكو على موقع الاتحاد الدولي (مؤرشف)  (الإنجليزية)
- إلفيس ماسيدو بابانكو على موقع ناشيونال فوتبول تيمز (الإنجليزية)
- إلفيس ماسيدو بابانكو على موقع Soccerway.com (الإنجليزية)
- إلفيس ماسيدو بابانكو على موقع عالم كرة القدم.نت (الإنجليزية)
- إلفيس ماسيدو بابانكو على موقع AS.com (الإسبانية)